# Neubrandenburger Stadtwerke
Die Neubrandenburger Stadtwerke (neu.sw) sind ein 100%iges Tochterunternehmen der Stadt Neubrandenburg. Als kommunaler Versorger sind die „neu.sw“ für die Versorgung auch des Umlandes mit Strom, Fernwärme, Erdgas, Trinkwasser, Kabelfernsehen sowie mit Telefonie und Internet über das Kabelnetz zuständig. Zudem betreiben sie den öffentlichen Personennahverkehr in Neubrandenburg (Stadtbus), eine Schwimmhalle, die Stadtbeleuchtung und ein Krematorium.
Das Unternehmen beschäftigt knapp 500 Mitarbeiter und 40 Auszubildende.

## Stadtbusnetz

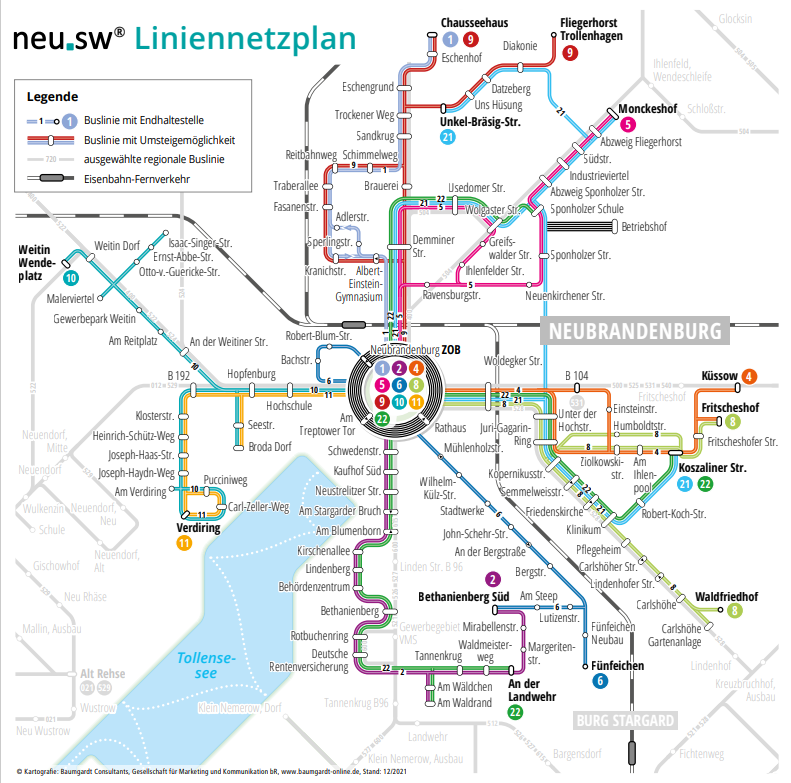
Liniennetzplan (12/2021)

Das Tochterunternehmen Neubrandenburger Verkehrsbetriebe GmbH (NVB) betreibt den städtischen Personennahverkehr (ÖPNV). Das 213,5 km lange Stadtbusliniennetz umfasst 11 Buslinien, wobei 10 der 11 Linien über den zentralen Friedrich-Engels-Ring und den ZOB führen. Die Hauptstrecken (Linien 2, 5, 6, 8, 9 und 10) werden täglich im Taktverkehr bedient. Insgesamt fahren 28 Linienbusse 203 Haltestellen im Stadtgebiet an. Außerdem wird seit dem 1. Juni 2025 ein On-Demand-Verkehr in die Innenstadt, den Kulturpark, das RWN-Gelände und zum Augustabad angeboten. Der „Rufus“ bedient die Gebiete Montags bis Freitags in der Zeit von 06:00 Uhr bis 20:00 Uhr. Am Wochenende ist er von 08:00 Uhr bis 20:00 Uhr Buchbar.
| 1  | Busbahnhof A – Am Treptower Tor – Rathaus – Reibahnweg – (Chausseehaus) (nur Mo–Fr Morgens und Nachmittags) |
| 2  | Busbahnhof D – Am Treptower Tor – Neustrelitzer Str. – Lindenberg – Deutsche Rentenversicherung – (Am Waldrand) – An der Landwehr – Bethanienberg Süd                                                                      |
| 4  | Busbahnhof C – Am Treptower Tor – Rathaus – Woldegker Str. – Koszaliner Str. – Fritscheshof / – Küssow (nur mo–fr) |
| 5  | Busbahnhof B – Am Treptower Tor – Rathaus – Sponholzer Str. (Ersatzhaltestelle) – Ihlenfelder Str. – Wolgaster Str. – Monckeshof                                                                                           |
| 6  | Busbahnhof B – Robert-Blum-Straße – Am Treptower Tor – Stadtwerke – Bethanienberg Süd – Am Steep – Fünfeichen |
| 8  | Busbahnhof C – Am Treptower Tor – Rathaus – Woldegker Str. – Juri-Gagarin-Ring – (Koszaliner Str.) – Klinikum – Pflegeheim – Carlshöhe – Waldfriedhof (– Carlshöhe Gartenanlage nur nachmittags als Rufbus)                |
| 9  | Busbahnhof A – Am Treptower Tor – Rathaus – Demminer Str. – (Reitbahnweg) – Datzeberg – Diakonie (– Chausseehaus nur nachmittags als Rufbus) / (– Fliegerhorst Trollenhagen nur als Rufbus)                                |
| 10 | Busbahnhof E – Hochschule – (Broda Dorf) – Heinrich-Schütz-Weg – Am Verdiring – Am Reitplatz – Malerviertel – Isaac-Singer-Straße – Weitin Wendeplatz                                                                      |
| 11 | Busbahnhof E – Hochschule – Hopfenburg – (Broda Dorf) – Heinrich-Schütz-Weg – Verdiring (nur mo–fr morgens und nachmittags)                                                                                                |
| 21 | Diakonie – Monkeshof – Wolgaster Str. – Ihlenfelder Str. – Sponholzer Straße (Ersatzhaltestelle) – Juri-Gagarin-Ring – Friedenskirche – Koszaliner Straße (nur Einzelfahrten mo–fr)                                        |
| 22 | Koszaliner Str. → Klinikum → Juri-Gagarin-Ring → Busbahnhof D → Am Treptower Tor → Lindenberg → An der Landwehr → Neustrelitzer Str. → Rathaus → Demminer Str. → Sponholzer Schule (nur Einzelfahrt morgens an Schultagen) |

## Versorgung

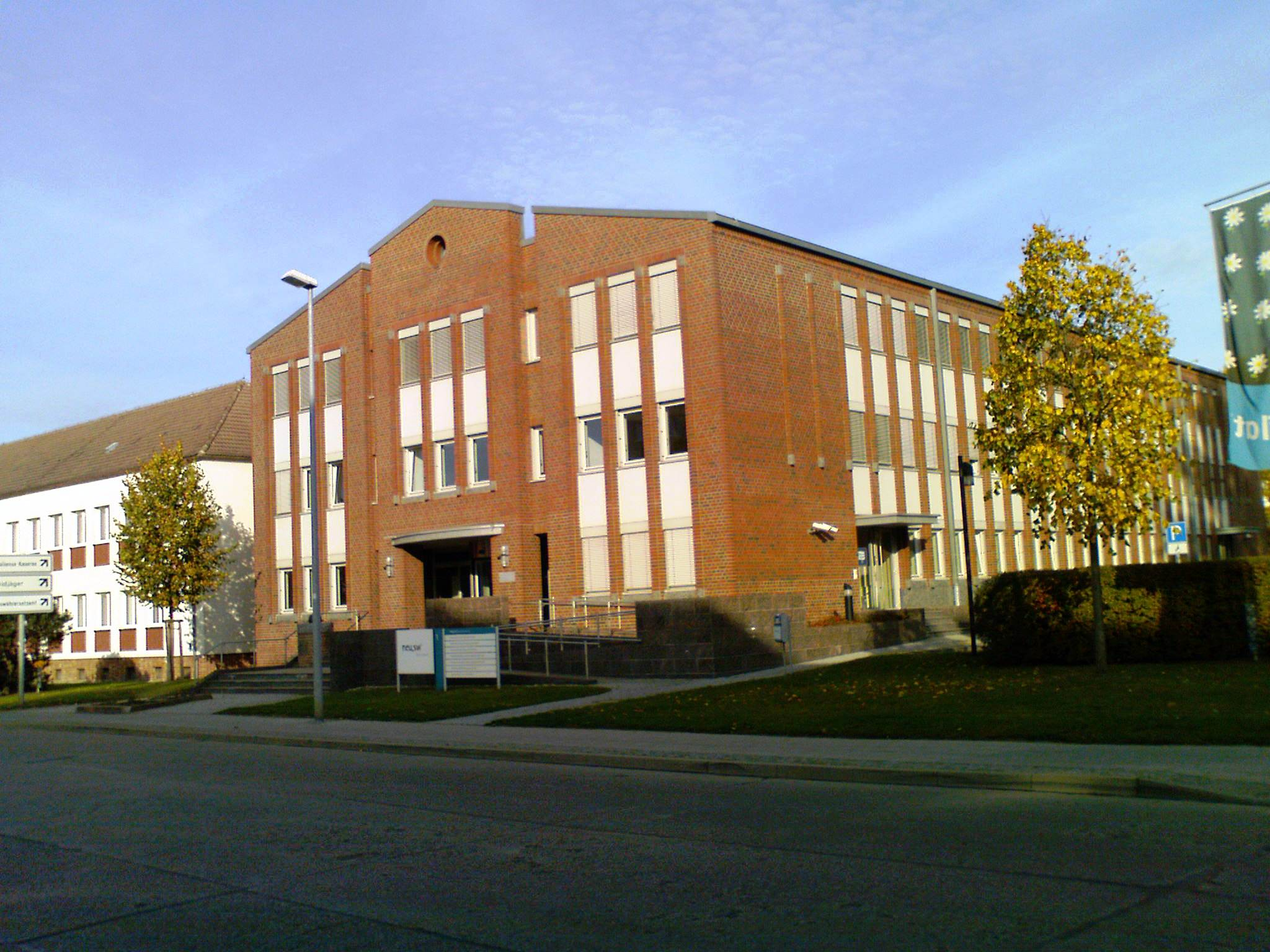
Firmensitz der neu.sw

Strom und Fernwärme werden seit 1997 in einem Gas- und Dampfturbinenheizkraftwerk in Kraft-Wärme-Kopplung produziert. Die im Sommer überschüssige Wärme wird dabei über 1200 Meter tiefe Bohrungen in natürliche unterirdische Aquiferschichten gepumpt und im Winter wieder gefördert. Mit diesem in dieser Dimension einzigartigen Projekt werden etwa 800 Wohnungen und weitere Einrichtungen beheizt. Des Weiteren haben die Stadtwerke im Auftrag der Stadt Neubrandenburg und vieler Umlandgemeinden die Entsorgung des Abwassers übernommen.

## Beteiligungen
Die Neubrandenburger Stadtwerke GmbH sind an folgenden Unternehmen beteiligt:
- Stadtentwicklungsgesellschaft Neubrandenburg GmbH
- Neubrandenburger Bau- und Siedlungsgesellschaft mbH
- VNG Verbundnetz Gas Verwaltungs- und Beteiligungsgesellschaft mbH
- Energieeinkaufs- und handelsgesellschaft Mecklenburg-Vorpommern GmbH
- Flughafen Neubrandenburg-Trollenhagen GmbH